# 新弟子検査
新弟子検査（しんでしけんさ）は、大相撲力士を志望する者が受検する検査のこと。合格すると、日本相撲協会に登録され正式な力士として認められる。力士志望者の最初の関門といえる。ちなみに当検査合格前に部屋で過ごす弟子は「見習」と呼ばれ（近年の報道では「研修生」とも呼ばれる。）、検査合格に至る前に入門を取りやめた力士志望者として記録に残るケースもある。
当検査を受検する為には、入門先の相撲部屋の師匠に該当する年寄経由で日本相撲協会に力士検査届等の必要書類を提出する必要がある。当検査は各本場所初日の数日前に行われる。合格者は合格した直近の場所（外国出身者は合格した翌場所）の前相撲に出場する権利を得る。

## 受検資格
- 中学校卒業以上である（各国の義務教育を修了している）こと
- 検査受検日時点の満年齢が23歳未満であること。但し、以下のいずれかに該当する場合は25歳未満まで受検可能。
  - 幕下付出もしくは三段目付出の資格基準を満たしている場合。
  - アマチュア相撲を含む各競技における一定の実績[注釈 1]を理事会が承認した場合。
  - 運動能力検査（後述）で十分な能力を有していると認められた場合。

過去には中学校在籍中に初土俵を踏み、のちに関取に昇進した者も大勢いたが、1971年11月場所中に文部省が中学校在学中の本場所出場を問題視し、当場所に出場していた中学生力士約80人を全員、当場所中日終了後に帰郷させるように指導した。これを受けて当場所後の理事会において、今後は「義務教育を修了した者でなければ力士としての登録をしない」と決定し、翌1972年1月場所より適用され、現在に至る。

## 検査
検査は体格検査と内臓検査が行われる。
体格検査
- 身長167cm以上、体重67kg以上（就職場所と言われる3月場所は中学卒業見込者に限り身長165cm以上、体重65kg以上となる）。
  - この基準に満たない者は東京で開催される本場所前に運動能力検査を受検し、十分であることが認められれば合格となる。
  - 2012年3月場所までは身長173cm以上、体重75kg以上という基準でこの基準に満たない受検者は第二検査（後述）を受検することになっていた。2015年3月場所までは中学卒業者の基準緩和は身長のみだった。かつてはこの体格検査を『第一検査』と呼ぶこともあった。第二検査（運動能力検査）は2023年9月28日の理事会で新弟子検査における体格基準が事実上撤廃されたことに伴い約12年ぶりに復活した。
  - 幕下付出もしくは三段目付出を承認された者に対しては、体格は不問とする[注釈 4]。

内臓検査
- 健康診断、心電図、エコー検査で健康面で不安がないかを確認する。

体格検査と同時に行なわれる健康診断で不合格になる新弟子も出ることがあるが、次の場所までに治して再検査を受けることは可能である。実例として1984年3月場所前の新弟子検査を受検した今野満也（後の関脇・琴ノ若）は血圧検査で174と著しく高い数値が出たことにより不合格とされたが、翌1984年5月場所前の新弟子検査を改めて受験した際には正常値が出たため合格に至った。しかしこの健康診断は精度の問題も指摘されたことがあり、相撲作家の石井代蔵は1980年前後の新弟子検査に関して、入門前から糖尿病に罹患している新弟子が存在する旨を証言していた。事実、若ノ城宗彦は入門前から糖尿病に罹患していたことが引退後に明かされた。また、平成期には入門後間もない15歳の力士が心臓系の疾患で死去した事例も2例あり、当該力士が入門前から重度の心臓病を抱えていて、それが内蔵検査で発見されなかった疑いが考え得る。

## 歴史
古くは明治時代の関脇玉椿(公式には身長159cmとされているが、実際には153cmだったという説がある。)のように、現在では考えられないような小柄な力士が存在したばかりか、幕内上位で横綱と渡り合う程の活躍を見せた時代もあるが、当時の新弟子検査については現存する資料に乏しく、いかなる基準で合否を判定していたのかが定かではない。

明確な体格検査に関する規定が制定されて以降、身長が規定値に届いていなかった場合に、大受や舞の海のように頭にシリコーンを埋め込んだり（1994年9月場所からは健康への悪影響を危惧して頭部に具物を注入することは一切禁止されている）、三重ノ海のように兄弟子に頭を殴ってもらいこぶを作ったり、床山にすき油で髪を高く盛り上げてもらったりした上で受検する者も多くいた。頭の上にコルクを乗せ、髪の毛を被せて隠して受験した新弟子もいたが、検査担当の親方に見つかって取り上げられ、不正行為によって不合格とされた（当該新弟子は髪を高く盛り上げる方法で合格したとされる。）。髪を盛り上げても基準に届かず苦肉の策として踵を大きく浮かし背伸びを敢行し合格を果たした新弟子もいた。入門前から髷を結って測定上の身長を嵩上げする手段も報道上で言及されたことがある。
「巨人・大鵬・卵焼き」が流行語となっていた1962年から1964年までは355人・374人・365人と3年連続で入門希望者が350人を超え、当時はより厳格な合否判定が行われ、身長173cmの基準に5mm足りないだけでも不合格にされ、次の検査まで見習として入門先に居候したり一旦親元に帰省したりする新弟子も一定数いたが、それでも中学卒業と同時に角界を目指す若者は多かった。若貴人気がピークとなっていた時期も1992年に223人・1993年に221人と2年連続で新弟子の数は200人を超えた。1955年から2005年までの半世紀の間で、年間の合計新弟子数が100人を切ったのはわずか3年。逆に150人以上の年は21年もあった。
しかし2006年以降は新弟子数の減少が顕著となり、2001年に第二新弟子検査を導入し、2012年に第二新弟子検査廃止と同時に体格検査の基準を緩和し、更に3月場所における中卒見込者の体格基準特例を設けたにもかかわらず、19年連続で100人割れの状態が続いている(2024年終了時点)。2022年に入門したの年間新弟子数は61人だが2000年までの第一検査基準では、34人しか新弟子が集まらなかったことになる。
日本代表が金メダル4個に終わった1960年ローマオリンピックの同年に発売された雑誌『相撲』(秋場所決戦号)における志村正順と初代若乃花の対談で志村が「野球と相撲で人材をみんな吸い上げるから日本がオリンピックで勝てない」という内容の話をしており、当時如何に相撲がメジャースポーツで相撲界にアスリートとして優秀な人材が集まったかが窺い知れる。また、1979年5月場所の幕内平均身長も182.8cmと当時の日本人成年男性の平均身長を考えれば非常に高い水準であった。しかし2022年5月場所の幕内平均身長は183.3cmとほとんど変わらず（同場所において幕内に在位していた180cm台後半から190cm台の外国出身力士の身長を含んだ数値であり、日本出身力士のみに限った場合はさらに下がる）、その約40年前と比べて日本人成年男性の平均身長が約6cm伸びたことを考えると相対的に幕内力士は低身長化してすらおり、著しく大型化した他のスポーツと比べると見劣りする状況となった。
舞の海は平成初期の新弟子検査について2019年12月28日放送分のTOKYO FM『英語のアルク presents 丸山茂樹のMOVING SATURDAY』で「私のころは、新弟子がまあまあ入っていたときでしたから、171cmくらいあれば合格させていたと思うんですけど、160cm台だと普通に落とされていたと思います」と言及し、さらに2010年代後半の実質的な身長の基準について「今、相撲界は人材不足で……167cmなくても、たぶん入れているんでしょうね。一応、規定を設けているだけだと思います」と証言した。事実、体格基準緩和の結果として近年では力士の「低身長化」が顕著になりつつあり、2021年の新弟子検査受検者59人のうち旧第二検査相当となる身長172cm以下は約1/3の21人、中学卒業者の体格基準が緩和される3月場所では受検者33人の半数に迫る14人を占めた。
2023年時点の現役力士で最も身長が低いのは162.5cmの安芸錦で、新弟子検査受検時は167.0cmで基準を満たしていたものの、2021年3月場所にそれまで167.5cmと公表されていた身長が161.3cmとされた。なお新弟子検査受検前の公称としては前述の「背伸び」で話題となった爆羅騎が160cmであったが、新弟子検査では167cmとして扱われ、以降の測定では163cm前後で推移しており162cmを下回ったことはない。
体重が規定値に届いていなかった場合に、大量に水を飲んで体重計に飛び乗り、針を大きく振れさせて瞬間的に基準を超えるように見せかける細工も多く用いられた。体重に限った話ではないが、親方が体格不足の新弟子に対し目溢しをした上で合格とするケースもあるとされ、特に検査担当の親方が自身の部屋に入門する弟子を検査する際に多いとされる。検査担当の親方がこっそり体重計に足を乗せたり、廻しに鉛を仕込んで体重を嵩上げしたりしたケースもあるとされる。パンツの中に鉄球を隠し持った新弟子を見た親方が、それを知りながら敢えて見逃して合格とした例もある。
太平洋戦争激化により適齢の少年が軒並み徴兵されるなどして極端な新弟子不足に陥った1944年（昭和19年）には、身長や体重が当時の規定値に届かなくても素質や健康の面を考慮されて入門を許されるという柔軟な規定の運用が為されていた。また、敗戦後しばらくは新弟子検査が場所前・場所後にも実施された。
1956年から1957年にかけて、体格基準が規定値に満たない新弟子を自費養成力士として初土俵を踏ませることが認められた時期があり、北の富士勝昭や浅瀬川健次もこの制度の対象となったことがあったが、直ちに形骸化し廃止された。
2007年7月場所前には史上初めて、応募者が0だったことにより新弟子検査が中止となった。2018年7月場所前の新弟子検査も同様の理由で新弟子検査が実施されなかった。
厚生労働省労働基準局監督課および労働基準監督署の指導により、2008年11月場所以降は外国出身の新弟子に対して初土俵前に興行ビザの取得が義務付けられたため、外国出身力士の初土俵は新弟子検査の翌場所となる（新弟子検査合格後でないと興行ビザの申請はできないので、手続きに通常要する時間を考えると新弟子検査合格の当場所にはビザが間に合わない）。この場合は新弟子検査に合格してから初土俵までの期間は在位場所数には含まれない。興行ビザ取得後に初土俵を踏むように変更された後の初めての受検者は東龍と貴ノ岩（共に2008年11月の新弟子検査を受検）であった。ただし外国籍であっても新弟子検査時点で日本への在留期間が10年を超えている場合は日本出身力士と同等の扱いとなり、ビザの取得は免除される。これに関しては例えば、後に年寄・宮城野を襲名した白鵬が現役時代から日本人枠化を見越して北青鵬を青田買いのようにモンゴルから彼の一家丸々日本に連れて来たという話もある。
2020年4月28日に予定されていた同年5月場所新弟子検査は2019新型コロナウイルス感染拡大を受けて延期となった。
2022年5月場所の新弟子検査では本来通常の検査の欠席者に行われない追検査が行われた。新型コロナウイルス感染拡大による新弟子の減少が理由と考えられるが、追検査が認められた詳しい理由は不明。
2023年6月22日に還暦記念インタビューを日刊スポーツから受けた八角理事長は、新弟子増加を期待して将来的な体格基準の見直しも視野に入れている旨を語っていた。同年9月28日、日本相撲協会は理事会で、第二検査を新弟子二次検査と名を変えて復活させることを決定した。名称は2024年5月30日の理事会で運動能力検査に変更された。2024年9月26日には、運動能力検査の受検対象者に満23歳以上25歳未満の者（付出資格者と各競技経験者は既に受検が認められているので、それ以外の者）を加えることとし、運動能力検査によって年齢制限も緩和されることになった。

## 運動能力検査
運動能力検査とは、新弟子検査の体格基準に達しない受検者と、23歳以上25歳未満で付出の資格を持たず、かつアマチュア相撲を含む各競技の経験者であると理事会から認められなかった者を対象とした新弟子検査である。体力検査を行い、平均的な体力があれば合格となる。
運動能力検査の前身となる第二新弟子検査は2001年、平成の若貴ブーム沈静後の受検者層拡大を目的に創設された。2001年当時は身長167cm以上、体重67kg以上の者を対象とし、3月場所、5月場所、9月場所の入門希望者を対象に、両国国技館で年3回行われたが、新弟子検査の体格基準が緩和されたことに伴い2012年3月場所を最後に一旦廃止された。
しかし、2023年9月28日の日本相撲協会理事会で、体格に基準を設けずに第二検査を復活させることを決定した。名称は新弟子二次検査となった。会場の都合で、東京場所（1月場所、5月場所、9月場所）のみの実施となる。2024年4月19日、復活後最初の第二検査が実施され、1人が合格した。2024年5月30日、「1次がないのに、2次はおかしい」として、名称が運動能力検査に変更された。2024年9月26日、体格基準を満たさない者に加えて、年齢制限を超過している者についても25歳未満であれば本検査を経て合格すれば新弟子検査を受検することが可能になった。

### 検査項目
2024年4月19日の新弟子第二検査では、以下の7項目が行われた。
1. 背筋力
2. 握力
3. 反復横跳び
4. ハンドボール投げ
5. 上体起こし
6. 立ち幅跳び
7. 50m走

第二新弟子検査時代（2001年～2012年）は以下の8項目だった。
1. 背筋力
2. ハンドボール投げ
3. 握力
4. 上体起こし
5. 垂直とび
6. 反復横とび
7. 50m走
8. シャトルラン

第二検査受検者で最初に関取に昇進したのは豊ノ島。2007年11月場所には磋牙司が、2010年3月場所には益荒海が、2011年1月場所には鳰の湖が、2022年5月場所には栃丸が、同検査受検者から関取となった。

## 検査担当者
検査担当者には時の審判部長・副部長が必ず就くことになっている。また必要に応じて審判部配属ではない副理事（2008年9月までは監事）、役員待遇委員も担当することがある。2024年3月27日現在の担当者は高田川（審判部長；理事）、藤島（審判部副部長；副理事）、粂川（審判部副部長；副理事）、九重（審判部副部長；役員待遇委員）である。